# Suspect numéro 1
Cet article concerne la version britannique. Pour la version américaine, voir Prime Suspect.
Suspect numéro 1 (Prime Suspect) est une série télévisée britannique créée par Lynda La Plante et diffusée du 7 avril 1991 au 15 octobre 2006 sur le réseau ITV.
En France, la série a été diffusée à partir du 17 janvier 1994 sur France 2 puis sur Canal+ et Jimmy.

## Synopsis
Cette série met en scène les enquêtes de l'inspecteur principal Jane Tennison qui doit se battre  quotidiennement pour s'imposer et se faire respecter dans un milieu essentiellement masculin.

## Distribution

### Acteurs principaux
- Helen Mirren (VF : Évelyn Séléna) : Jane Tennison, inspecteur en chef puis surintendante
- John Benfield : Michael Kernan, surintendant-détective (saisons 1 à 4)
- Richard Hawley : Richard Haskons, agent-détective puis sergent-détective et enfin inspecteur-détective (saisons 1 à 4)
- Tom Bell (VF : Philippe Catoire) : Bill Otley, sergent-détective (saisons 1, 3, 7)
- Jack Ellis : Tony Muddyman, inspecteur-détective (saisons 1, 2, 4)
- Craig Fairbrass : Frank Burkin, inspecteur-détective (saisons 1–2)
- Mossie Smith : Maureen Havers, constable (saisons 1, 4)
- Ian Fitzgibbon : Jones, agent-détective (saisons 1 et 2)
- Philip Wright : Lillie, agent-détective (saisons 1 à 3)
- Andrew Tiernan : Rosper, agent-détective  (saisons 1 et 2)
- Gary Whelan : Terry Amson, sergent détective (saison 1)
- Stephen Boxer : Thorndike, inspecteur-détective en chef puis surintendant-détective (saisons 2-4)
- Stafford Gordon : Traynor, commandant (saisons 2-4)
- Mark Strong : Larry Hall, inspecteur-détective puis surintendant en chef-détective (saisons 3, 6)
- Robert Pugh : Alun Simms, sergent détective (saisons 6-7)

### Acteurs secondaires
| Saison 1 - Tom Wilkinson (VF : Claude Giraud) : Peter Rawlins - Zoë Wanamaker (VF : Marion Game) : Moyra Hanson - Ralph Fiennes (VF : Jean-François Vlérick) : Michael - John Bowe (VF : Marc Alfos) : George Marlow - Maxine Audley : Doris Marlow Saison 2 - Colin Salmon (VF : Lionel Henry) : Bob Oswalde - George Harris : Vernon Allen - Lloyd McGuire : Calder Saison 3 - Peter Capaldi : Vera/Vernon Reynolds - Andrew Woodall : Brian Dalton - David Thewlis : James Jackson - James Frain : Jason Baldwin - Struan Rodger : Halliday - Chris Fairbank : David Lyall - Ciarán Hinds : Edward Parker-Jones - Kelly Hunter : Jessica Smithy - Jonny Lee Miller : Anthony Field - Mark Drewry : Ray Hebdon - Danny Dyer : Martin Fletcher Saison 4 - Stuart Wilson : Patrick Schofield - Sophie Stanton : Christine Cromwell - Beatie Edney : Susan Covington - Robert Glenister : Chris Hughes - Lesley Sharp : Anne Sutherland - Jill Baker : Maria Henry - Kelly Reilly : Polly Henry - Christopher Fulford : Tom Mitchell - Tim Woodward : George Marlow - Joyce Redman : Doris Marlow - David Ryall : Oscar Bream - Marc Warren : Andy Dyson | Saison 5 - Steven Mackintosh : Clive Norton - David O'Hara : Gerry Rankine - Marsha Thomason : Janice Lafferty - Ray Emmet Brown : Michael Johns - John McArdle : Ballinger - Julia Lane : Claire Devanney Saison 6 - Liam Cunningham : Robert West - Ben Miles (VF : Jérôme Keen) : Simon Finch - Sam Hazeldine : David Butcher - Barnaby Kay : Michael Phillips - Ingeborga Dapkūnaitė : Jasmina Blekic - Tanya Moodie : Lorna Grieves - Velibor Topić : Dusan Zigic - Oleg Menchikov : Milan Lukic/Dragan Yankovich - Clare Holman : Mme Lukic - Frank Finlay : Arnold Tennison - Phoebe Nicholls : Shaw - Rad Lazar : Kasim Ibrahimovic Saison 7 - Gary Lewis (VF : Thierry Mercier) : Tony Sturdy - Stephen Tompkinson : Sean Phillips - Laura Greenwood : Penny Phillips - Eve Best (VF : Solange Boulanger) : Linda Phillips - Brendan Coyle : Mitchell - Robbie Gee : Traynor - Ellie Kendrick : Mélanie - Russell Mabey : Cox - Carolyn Pickles : Pauline Hammond |

## Épisodes

### Saison 1: L'Affaire Howard
(Prime Suspect) (198 minutes)
- Réalisation : Chris Menaul
- Scénario : Lynda La Plante

Acteurs secondaires :
| - John Bowe : George Marlow | - Zoë Wanamaker : Moyra Henson |

Jusqu'alors peu prise au sérieux par ses collègues masculins, l'inspecteur Tennison profite du décès accidentel d'un de ceux-ci pour persuader son supérieur hiérarchique, le commissaire Michaël Kernan, de lui confier la suite d'une enquête sur le meurtre d'une jeune prostituée. Ainsi débute l'affaire Howard qui va pousser Jane Tennison à affronter non seulement le meurtrier mais également les reproches et les railleries de l'équipe d'hommes qu'elle dirige.

### Saison 2: Opération Nadine
(Prime Suspect 2) (1re partie : 96 minutes. 2e partie : 106 minutes)
- Réalisation : John Strickland
- Scénario : Allan Cubitt

C'est dans le quartier jamaïcain qu'est découvert, enterré dans un jardin, le cadavre d'une femme que l'on soupçonne être celui d'une jeune personne disparue il y a quelques années : Simone Cameron. Au vu du peu d'indices récoltés, le travail de Jane Tennison risque fort d'être des plus ardus, voire délicats si l'on ajoute à cela des problèmes de racisme et des manœuvres politiciennes…

### Saison 3: Le Réseau de la honte
(Prime Suspect 3) (1re partie : 103 minutes. 2e partie : 103 minutes)
- Réalisation : David Drury
- Scénario : Lynda La Plante

Le cadavre d'un adolescent de 17 ans, Connie Jenkins, est retrouvé dans les décombres d'un incendie. L'autopsie révèle que le jeune homme, qui se prostituait, a été torturé et brûlé vif. L'enquête de police est confiée à Jane Tennison, qui vient d'intégrer la brigade des mœurs de Londres. Avec son équipe, elle enquête dans le milieu de la prostitution masculine et met au jour un trafic d'enfants. Mais lorsqu'elle cherche à en apprendre davantage, Jane est sommée par sa hiérarchie d'arrêter ses recherches...

### Saison 4: Une petite fille disparaît
(Prime Suspect 4: The Lost Child) (101 minutes)
- Réalisation : John Madden
- Scénario : Paul Billings

Promue « Detective Superintendent », Jane Tennison enquête sur une sombre histoire de disparition d'enfant…

### Saison 4: Sphère d'influence
(Prime Suspect 4: Inner Circles) (102 minutes)
- Réalisation : Sarah Pia Anderson
- Scénario : Eric Deacon

C'est dans la banlieue fortunée de Londres que Jane Tennison dirige une enquête qui la conduira à fréquenter les cercles les plus élitistes et à combattre la langue de bois pour arriver à la vérité…

### Saison 4: Cadavres obscurs
(Prime Suspect 4: Scent of Darkness) (105 minutes)
- Réalisation : Paul Marcus
- Scénario : Guy Hibbert

L'autopsie d'un cadavre découvert sous un remblai révèle que la victime, âgée de 50 ans, a été suspendue pendant trois jours par des fers avant d'être exécutée. Cette caractéristique fait frémir Jane Tennison. En effet, cela n'est pas sans lui rappeler l'affaire George Marlow dont elle avait eu la charge quelque temps auparavant. Le doute s'installe petit à petit, aussi bien dans son esprit que dans celui de son entourage. Ne s'est-elle pas trompée ? A-t-elle mis hors d'état de nuire le vrai coupable lors de la conclusion de la première enquête ? Se pourrait-il par ailleurs que quelqu'un imite George Marlow pour pouvoir le disculper ? La relation entre Jane Tennison et Patrick Schofield risque bien de subir les contrecoups de cette nouvelle affaire de meurtres qui débouche sur la suspension de Jane dans le cadre d'une enquête interne…

### Saison 5: Erreur de jugement
(Prime Suspect 5: Errors of Judgment) (1re partie : 100 minutes. 2e partie : 100 minutes)
- Réalisation : Philip Davis
- Scénario : Guy Andrews

Acteurs secondaires :
| - John McArdle : Ballinger - Julia Lane : Devanny - David O'Hara : Jerry Rankine - John Brobbey : Henry Adeliyeka | - Steven Mackintosh : The Street - Ray Emmet Brown : Michael Johns - Joseph Jacobs : Campbell Lafferty - Marsha Thomason : Janice Lafferty |

Jane Tennison est transférée à Manchester. Surviennent alors le meurtre d'un trafiquant de drogue et la confession d'un adolescent de 14 ans qui déclare être le tueur. Jane, elle, croit plus facilement à l'implication d'un baron de la drogue…

### Saison 6: Souvenirs assassins de Bosnie
(Prime Suspect 6: The Last Witness) (1re partie : 93 minutes. 2e partie : 91 minutes)
- Réalisation : Tom Hooper (1re partie), Noreen Kershaw (2e partie)
- Scénario : Peter Berry (1re et 2e partie)

Acteurs secondaires :
| - Ben Miles : Finch - Robert Pugh : Alun Simms - Mark Strong : Larry Hall - Tony Pritchard : Charles Evans | - Rupert Frazer : George Giblin - Hugh Sachs : Boris Stone - Stuart Goodwin : Antony Vane |

Alors que son chef lui suggère de prendre sa retraite après trente ans de loyaux services dont sept en tant que commissaire, le corps d'une jeune femme vient d'être retrouvé dans un entrepôt. La victime a été torturée puis étranglée. Jane décide de prendre l'affaire en main, n'hésitant pas à voler dans les plumes de son ambitieux adjoint, l'inspecteur en chef Simon Finch. Son enquête la mène à Duscan Zigic, un homme qui a probablement commis des atrocités de guerre en Bosnie.

### Saison 7: Le dernier acte
(Prime Suspect: The Final Act) (1re partie : 93 minutes. 2e partie : 92 minutes)
- Réalisation : Philip Martin
- Scénario : Frank Deasy

À quelques semaines de la retraite, Jane Tennison démarre ce qui sera sa dernière enquête : le corps d'une jeune fille de 14 ans, enceinte de 2 mois, Sallie, est retrouvé sans vie. La recherche de l'assassin s'organise d'abord au sein de la population des garçons de son établissement scolaire. Mais si des mobiles paraissent plausibles, les relevés ADN contredisent systématiquement les déductions de Jane quant aux possibles suspects.
Par ailleurs, sur le plan personnel, la situation de Jane s'est dégradée ; sa vie affective est inexistante et son père, qu'elle aime, est mourant. Ces événements liés à l'extrême âpreté de son métier l'ont rendue très dépendante de l'alcool, ce qui entraîne des incidents de plus en plus handicapants dans son travail.
Dans son enquête, Jane est aidée par une adolescente proche de Sallie, Penny. Sans s'en rendre compte Jane finit par éprouver une réelle affection pour Penny qu'elle fait peu à peu entrer dans sa vie privée.

## Distinctions
- British Academy Television Awards 1992 :
  - Meilleure série dramatique
  - Meilleure actrice pour Helen Mirren
  - Meilleure photographie
  - Meilleur montage
- British Academy Television Awards 1993 : Meilleure actrice pour Helen Mirren
- Primetime Emmy Awards 1993 : Meilleure mini-série pour l'épisode Opération Nadine
- British Academy Television Awards 1994 : Meilleure série dramatique
- British Academy Television Awards 1994 : Meilleure actrice pour Helen Mirren
- Primetime Emmy Awards 1994 : Meilleure mini-série pour l'épisode Cadavres obscurs
- Primetime Emmy Awards 1996 : Meilleure actrice pour Helen Mirren
- Primetime Emmy Awards 1997 : Meilleure mini-série pour l'épisode Erreur de jugement
- Primetime Emmy Awards 1999 : Meilleure actrice pour Helen Mirren
- Primetime Emmy Awards 2007 : Meilleure actrice pour Helen Mirren